# Valle de Ingala
El valle de Ingala (en ruso: Ингальская долина) es un distrito arqueológico situado en la zona comprendida entre los ríos Tobol e Iset. Es el más grande del sur del Óblast de Tiumén y pertenece a la provincia cultural e histórica de Iset. Cuenta con 177 kurganes, 55 yacimientos arqueológicos de importancia federal y 5 monumentos naturales regionales.
Los yacimientos arqueológicos del valle datan del Mesolítico (VIII-VII milenio a. C.) a la Edad Media (siglo XV) e incluyen huellas de las civilizaciones de la cultura andrónovo y cultura sargat. Algunos de los artefactos se guardan en el Museo del Hermitage como la Colección siberiana de Pedro el Grande; otros pertenecieron a la conocida colección privada perdida de Nicolas Witsen.

## Descripción
El valle de Ingala se encuentra a 75 km al sur de Tiumén, en la desembocadura del río Iset. En este punto confluyen las fronteras de los distritos de Isetsky, Yalutorovsky, Zavodoukovsky y Uporovsky de la provincia de Tiumén. El valle fue nombrado en 1994 por los topónimos locales más comunes traducidos del idioma tártaro de Siberia como scirpus'.

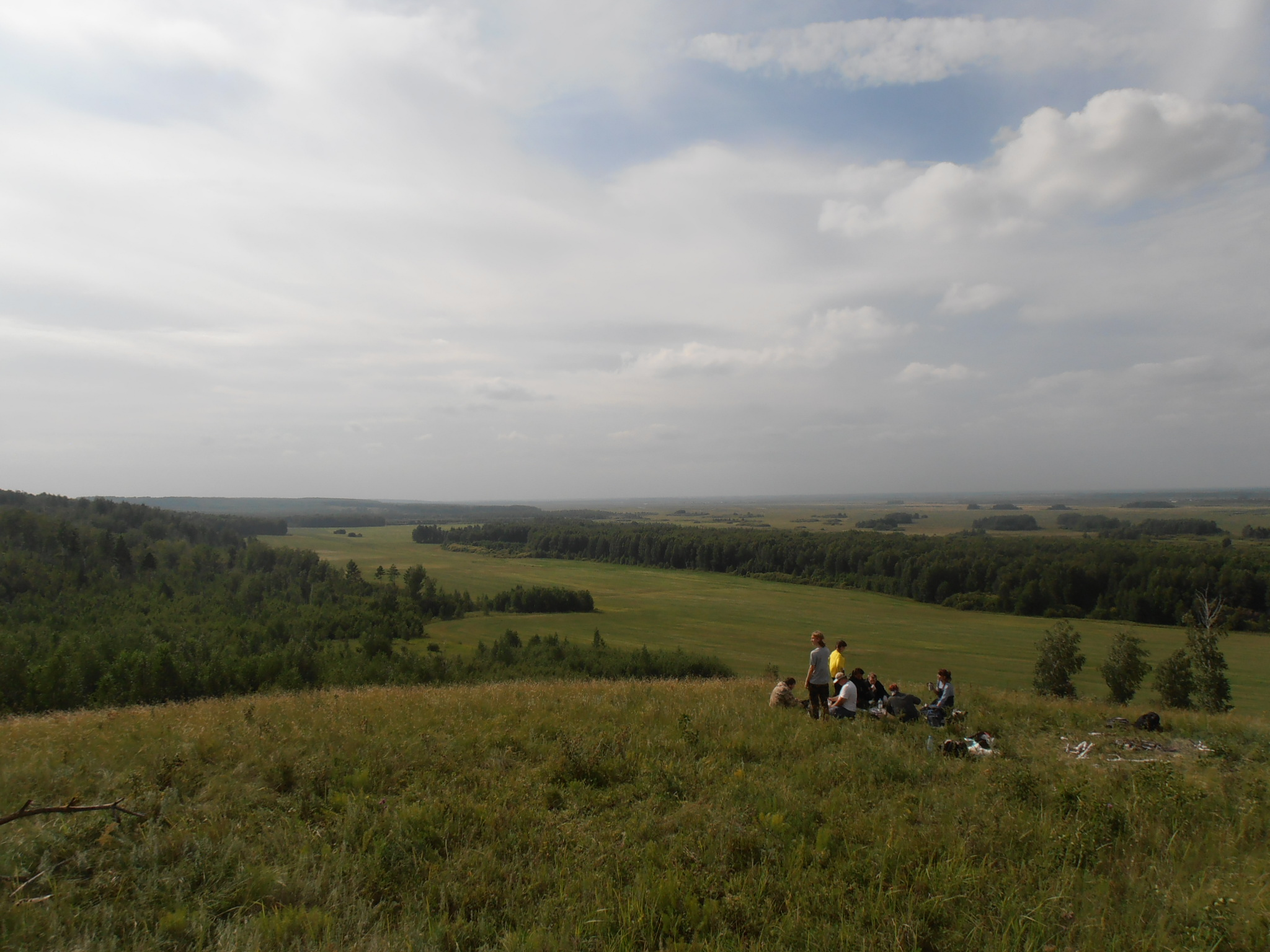
Vista desde una terraza alta del río Iset

El valle ocupa una superficie de unos 1500 kilómetros cuadrados. Se formó como resultado de la fusión de los valles fluviales de los ríos Tobol e Iset. Tiene la forma de un trapecio en un mapa, con un vértice que se extiende hacia el noreste. La longitud norte-sur es de unos 55 km; en el eje este-oeste es de 20 a 45 km. En cuanto al relieve, parece una cavidad, limitada al norte por una elevada terraza del río Iset, y al este por una terraza del río Tobol. En la parte central del valle fluyen los ríos Hog Ingala y Large Ingala, que son afluentes del río Iset.
Hay dos rutas que conducen al valle. La ruta meridional parte de Tyumen por la autopista R254 (Rusia) y la autopista M51 en dirección a Kurgán. Más allá del pueblo Isetskoe (Óblast de Tiumén), (en ruso Исетское (Тюменская область) cruza el río Iset y gira frente al pueblo Soloboevo, después pasa por Malyshy, Botniki y Krasnogorskoe, el comienzo del valle. Desde aquí, los viajeros pueden acceder a la ruta Krasnogorskoe-Loga-Minino-Onufrieva-Upper Ingal-Niphaki-Ingalinskoe-Lykovo-Koklyagina-Surka-Tyutrina-Byzovo-Uporovo desde el suroeste para rodear el valle. Desde Uporovo, se puede llegar a Zavodoukovsk cruzando el río Tobol en dirección norte por Lesnoy-Central-Michurinskiy. La ruta regresa a Tyumen por la autopista R402 (Rusia) y la autopista P402..
La ruta norte parte de la autopista P402, entre Tyumen y Zavodoukovsk. Desde la carretera P402 se puede cruzar el río Uk para llegar a Sungurovo, y desde allí cruzar el río Tobol para llegar a Novolybaevo y el valle de Ingala. Continuando la ruta a través de Karasye y Shilikul, la ruta norte se conecta con la ruta sur, además se pueden recorrer carreteras secundarias a través de Pushkareva a Ingalinskoe (al oeste) o a Koklyagina (al sur).

## Historia del estudio

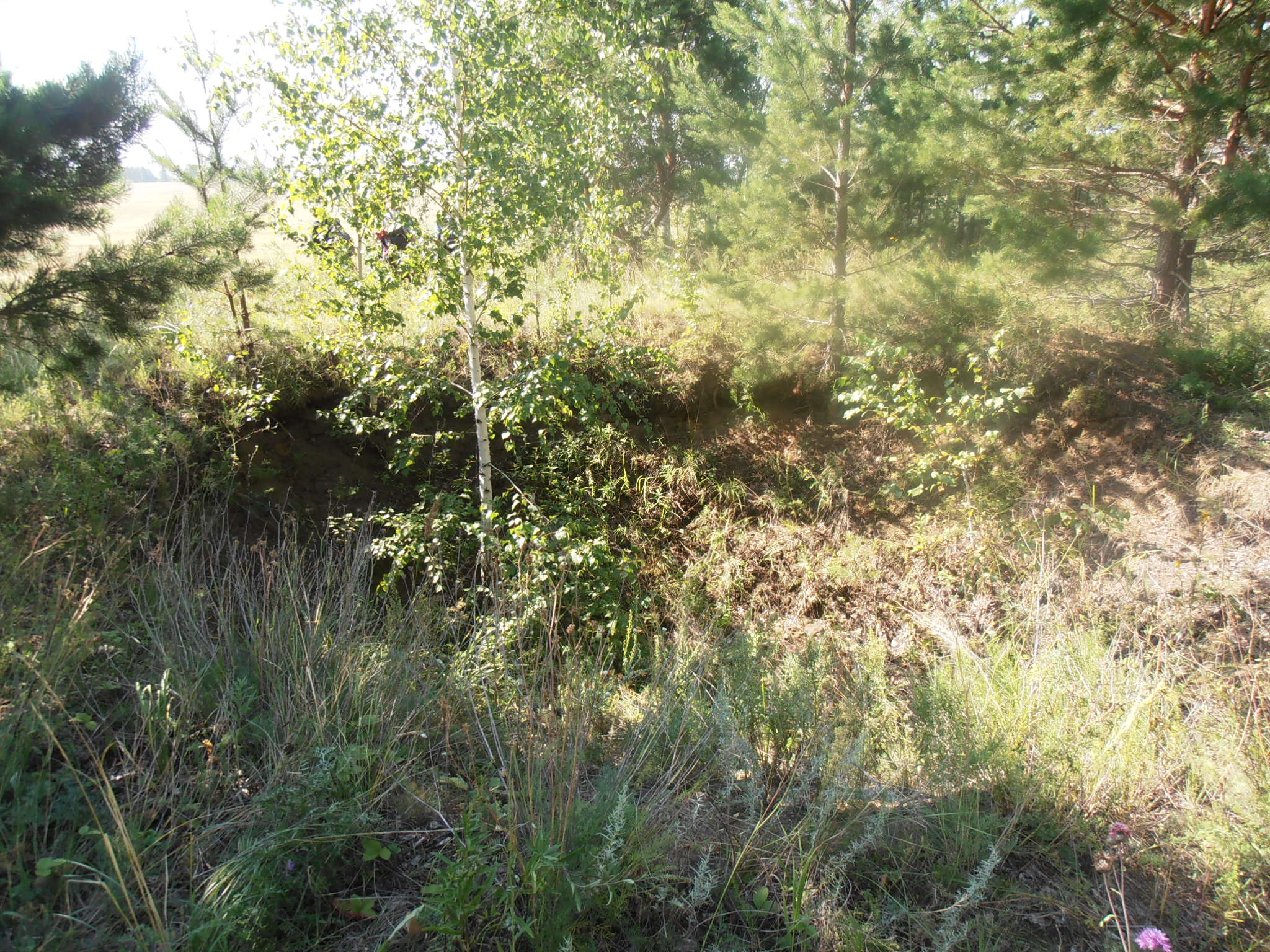
El campo de tumbas de Khripunova. Un agujero que queda después del robo de la tumba.

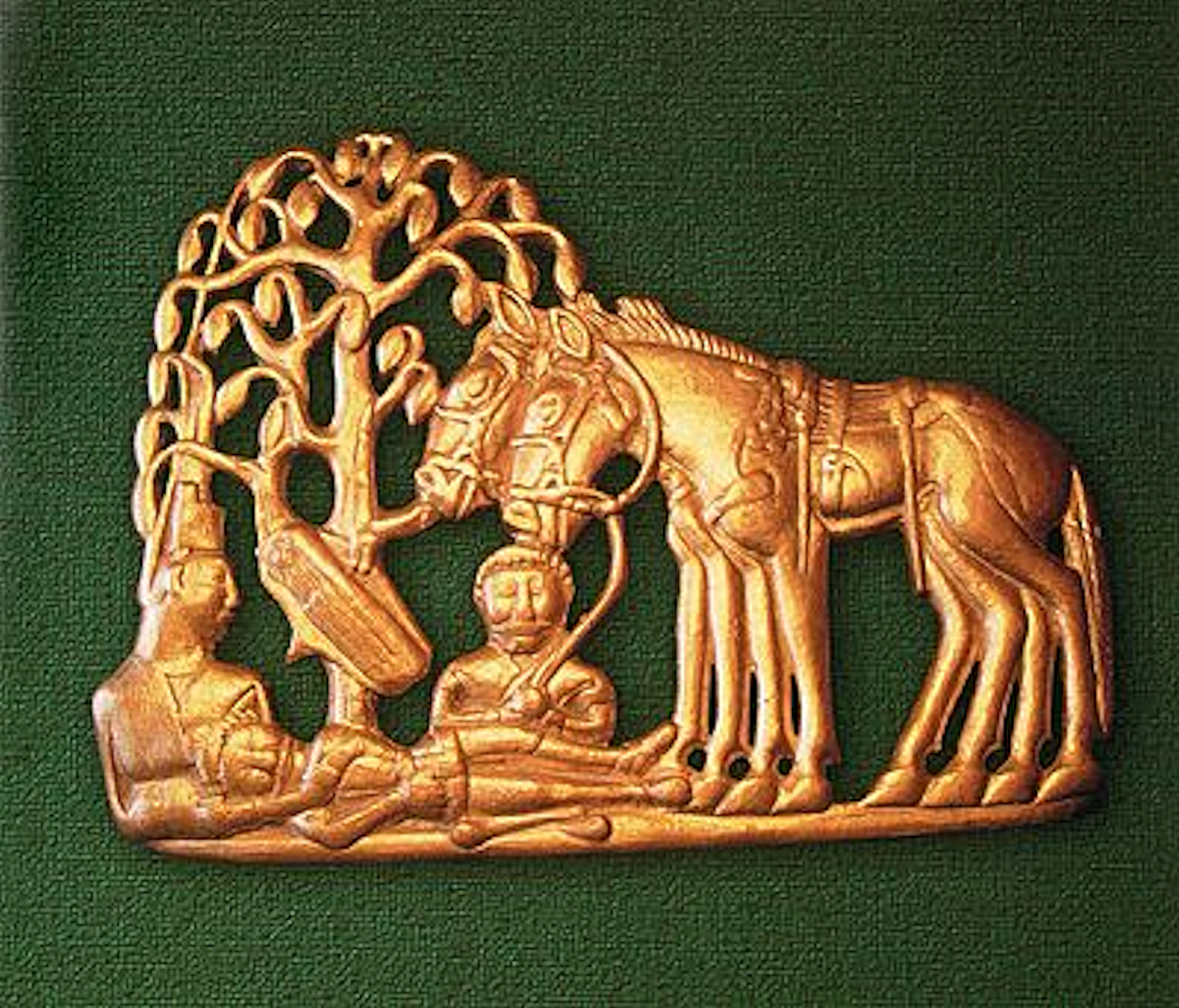
Placa de cinturón de la colección siberiana de Pedro el Grande

Los primeros exploradores del valle fueron los llamados bugrovschiki, ladrones de tumbas antiguas. En 1669, el gobernador de la región de Tobolsk Petr Ivanovich Godunov comunicó al zar Alejo I de Rusia que de las "tumbas tártaras" cercanas al río Iset se extraían oro, objetos de plata y utensilios. Como resultado de bugrovschiki la mayoría de los tesoros de los kurganes siberianos se perdieron para siempre.
En 1712, un comandante de Shádrinsk, el príncipe Vasili Meshchersky, comenzó las excavaciones de kurganes para conseguir objetos de oro, plata y cobre para reponer el tesoro estatal por orden del Gobernador de Siberia príncipe Matvey Petrovich Gagarin. Durante los años 1715-1717 el gobernador Gagarin envió tesoros siberianos a Pedro el Grande cuatro veces. 250 antiguas piezas de joyería de oro enviadas por Gagarin se conocieron como la Colección siberiana de Pedro el Grande, que ahora está disponible en el Museo del Hermitage en la galería de joyas llamada "El oro escita". 
Algunos de los tesoros extraídos por bugrovschiki aparecieron en colecciones privadas del extranjero. La más famosa fue la colección del alcalde de Ámsterdam Nicolas Witsen; una parte de ella sólo se conoce por las tablas dibujadas en la tercera edición de su libro Noord en Oost Tartatye (1785), y la colección se perdió después de 1717.
El primero de los científicos en conocer los hallazgos del valle de Ingala fue Daniel Messerschmidt, cuya expedición a la Gobernación de Siberia tuvo lugar en 1719-1727. Gerhard Müller, que visitó Siberia en 1733-1743 junto con la Gran Expedición del Norte, declaró que la actividad bugrovschiki había terminado porque los kurganes habían sido totalmente saqueados. Peter Pallas durante la Expedición académica (1768-1774) describió los kurganes Tyutrinskiy, Savinovskiy y Peschaniy-I. En 1861, Nikolay Abramov  publicó información sobre los kurganes y castros de los distritos de Yalutorovsky, Tyumensky y Kurgansky Okrugs. En 1890, Ivan Slovtsov publicó una lista de túmulos y castros de la provincia de Tobolsk, incluyendo información sobre los túmulos Krasnogorskiy-I y Krasnogorskiy Borok, así como sobre los castros Zmeevo y Lizunovo (Krasnogorskoe).. En 1893, Axel Heikel fue el primero en descubrir vestigios de la cultura Andronovo cerca de Yalutorovsk.
Los estudios del valle se reanudaron en 1959 gracias a P. M. Kozhin. Desde 1962 continúa la expedición de la Universidad Estatal de los Urales (V. Frolov, T. Gasheva, V. T. Yurovskaya (Kovaleva), T. G. Bushueva, B. B. Ovchinnikova). En 1970-1980, la exploración fue llevada a cabo por V. A. Mogilnikov del Instituto de Arqueología de la Academia Rusa de Ciencias, y también por N. P. Matveeva, Alexander Matveev (historiador) e I. V. Usacheva (Zilina) de la Universidad Estatal de Tyumen, y por A. S. Sergeev del Instituto de Historia y Arqueología de la Rama Ural de la Academia Rusa de Ciencias..
En 1994, A. V. Matveev identificó los límites naturales del valle que permitieron percibirlo por primera vez como un complejo arqueológico unido.. Al año siguiente se iniciaron las investigaciones de la expedición arqueológica de Siberia Occidental del Instituto de Desarrollo Septentrional de la Rama Siberiana de la Academia de Ciencias de Rusia. Por Decreto del Presidente de Rusia Borís Yeltsin del 20 de febrero de 1995 n.º 176, muchos yacimientos arqueológicos del valle de Ingala recibieron el estatus de patrimonio cultural de Rusia de importancia federal. Entre 1995 y 2003, se identificaron 300 nuevos yacimientos arqueológicos.

### Publicaciones científicas
- Adaev, Vladimir (2008). «К реконструкции лодки из энеолитического могильника Бузан-3 в Ингальской долине (интерпретация с использованием данных этнографии)» [About reconstruction of the boat from the Chalcolithic burial Buzan-3 in Ingala Valley (An interpretation using data from ethnography)].  En Matveeva, Natalya, ed. AB ORIGINE: проблемы генезиса культур Сибири (en ruso) (Tyumen, Russia: Publishing house "Три Т") (2): 169-187. Consultado el 2 de septiembre de 2015.
- Anoshko O. M. (2001). «К вопросу о происхождении и периодизации бархатовской культуры позднего бронзового века лесостепного Зауралья» [On the origin and periodization of the Barkhatovo culture of the late Bronze Age in Trans-Urals steppe].  En Tishkin A. A., ed. Историко-культурное наследие Северной Азии: Итоги и перспективы изучения на рубеже тысячелетий. XLI Региональная археолого-этнографическая студенческая конференция (en ruso). Barnaul, Russia: Altai State University. pp. 262-264.
- Bakhareva T. N. (2001). «Алакульская керамика Хрипуновского могильника» [The Alakul ceramic of the Khripunova grave field].  En Tishkin A. A., ed. Историко-культурное наследие Северной Азии: Итоги и перспективы изучения на рубеже тысячелетий. XLI Региональная археолого-этнографическая студенческая конференция (en ruso). Barnaul, Russia: Altai State University. pp. 228-231.
- Matveev, Alexander (2004a). «Ингальская долина» [Ingala Valley].  En Kutsev, Gennady, ed. Большая Тюменская энциклопедия. Volume 2: I-P (en ruso). Tyumen, Russia. p. 20. ISBN 5-88664-171-8.
- Matveev, Alexander (9 de enero de 1998). «Снова об Ингальской долине» [On the Ingala Valley again]. Наука в Сибири (en ruso) (Novosibirsk, Russia: Siberian Branch of the Russian Academy of Sciences) (1–2). Archivado desde el original el 25 de abril de 2013. Consultado el 2 de septiembre de 2015.
- Matveeva N. P.; Volkov E. N.; Ryabogina N. E. (2003). Древности Ингальской долины: Новые памятники бронзового и раннего железного веков [Antiquities of the Ingala Valley: New monuments of the Bronze and early Iron Ages] (en ruso). Novosibirsk, Russia.
- Volkov, Eugene (2007). Комплекс археологических памятников Ингальская долина [A complex of archaeological sites the Ingala Valley] (en ruso). Novosibirsk, Russia. ISBN 978-5-02-031090-2.
- Volkov, Eugene (2006). Комплекс древних и средневековых памятников Ингальская долина [A complex of ancient and medieval monuments the Ingala Valley] (Tesis) (en ruso). Tyumen, Russia: Institute of Northern Development of the Siberian Branch of the Russian Academy of Sciences.

- Datos: Q16655500
- Multimedia: Ingala Valley / Q16655500